# Мидлбери (Вермонт)
Мидлбери (енгл. Middlebury) насељено је место без административног статуса у америчкој савезној држави Вермонт.

## Демографија
По попису из 2010. године број становника је 6.588, што је 336 (5,4%) становника више него 2000. године.
| Група             | 2000.         | 2010.         |
| Белци             | 5.751 (92,0%) | 5.677 (86,2%) |
| Афроамериканци    | 87 (1,4%)     | 111 (1,7%)    |
| Азијати           | 142 (2,3%)    | 342 (5,2%)    |
| Хиспаноамериканци | 155 (2,5%)    | 235 (3,6%)    |
| Укупно            | 6.252         | 6.588         |